# Cerro Los Lobos
El Cerro Los Lobos es un cono volcánico en el término municipal de Níjar, provincia de Almería, en España. Situado en el cabo de Gata. El volcán está erosionado, con cráter desaparecido. Solo media mitad están en pie, lo demás, está derrumbado. Al Oeste del volcán se encuentra la caldera de Rodalquilar; es una caldera ovalada que se originó a partir de los restos de un estratovolcán. A pesar de que esté erosionado, se puede apreciar desde el aire la caldera. Desde principios del siglo pasado, estaba explotado por canteras, que sacaban la andesita para ser transportada a las ciudades de Almería, Valencia, y Madrid. Estas explotaciones ayudaron a la construcción de los puertos de Almería, y de Motril. Las últimas canteras se cerrarían en 1924, a pesar de que no haber dejado ni una huella de las mismas en la zona.